# IC 48
IC 48 (також позначається IC 1577) — галактика типу S0 (спіральна галактика) у сузір'ї Кит.
Цей об'єкт міститься в оригінальній редакції індексного каталогу.